# شوتسن ام گبیرگه
شوتسن ام گبیرگه (به آلمانی: Schützen am Gebirge) یک منطقهٔ مسکونی در اتریش است که در ناحیه آیزنشتات-اومگه‌بونگ واقع شده‌است. شوتسن ام گبیرگه ۱٬۴۰۱ نفر جمعیت دارد.